# Suining, Xuzhou
Suining är ett härad som lyder under Xuzhous stad på prefekturnivå i Jiangsu-provinsen i östra Kina.
Häradet grundades 1218.